# Cindy Peyrot
Pour les articles homonymes, voir Peyrot.
Cindy Peyrot, née le 30 mars 1994 à Saint-Étienne, est une joueuse de pétanque française.

## Biographie
Elle a étudié au lycée Albert-Camus à Firminy dans le département de la Loire. Elle est née dans une famille de pétanqueurs . Elle a essayé tout d'abord les sélections départementales qui ont été des échecs successifs. Elle a commencé à montrer son talent en 2015 avec de très nombreuses victoires.

## Style de jeu
Joueuse qui est tireuse et qui préfère les longues distances. C'est une gauchère mais qui a attaqué par la main droite à ses tout débuts.

## Clubs
- ?-? : APL Firminy (Loire)
- ?-2014 : Pétanque Envol Andrézieux-Bouthéon (Loire)
- 2015-2016 : Joyeux Cochonnet Cournonnais (Puy-de-Dôme)
- 2017 : Pétanque Arlancoise (Puy-de-Dôme)
- 2018 : Canuts de Lyon (Rhône)
- 2019-2022 : Cazères pétanque club (Haute-Garonne)
- 2023- : La Boule Tropézienne (Var)

## Palmarès[1],[2]

### Jeunes

#### Championnats d'Europe
Championne d'Europe espoirs
- Triplette 2015 : (avec Anaïs Lapoutge, Audrey Bandiera et Alison Rodriguez) :  Équipe de France
- Triplette 2016 (avec Caroline Bourriaud, Alison Rodriguez et Audrey Bandiera) :  Équipe de France
- Tir de précision 2016

### Séniors

#### Championnats du Monde
Finaliste
- Triplette 2021 (avec Charlotte Darodes, Emma Picard et Anna Maillard) :  Équipe de France[3]

#### Coupe des Confédérations
Finaliste
- Triplette 2016 (avec Audrey Bandiera, Angélique Colombet et Alison Rodriguez) :  Équipe de France

#### Championnats d'Europe
Championne d'Europe
- Triplette 2016 (avec Anna Maillard, Angélique Colombet et Ludivine d'Isidoro) :  Équipe de France

Troisième
- Tir de précision 2016

#### Championnats de France
Championne de France
- Triplette 2015 (avec Angélique Colombet et Alison Rodriguez) : JC Cournon d'Auvergne
- Triplette 2019 (avec Emilie Vignères et Audrey Bandiera) : Cazères pétanque club
- Doublette 2019 (avec Nadège Biau) : Cazères pétanque club
- Doublette 2025 (avec Anna Maillard) : Var

Finaliste
- Triplette 2017 (avec Angélique Colombet et Laëtitia Angelini) : Pétanque Arlancoise
- Tête à tête 2023 : Saint-Tropez (Var)
- Triplette 2024 (avec Anna Maillard et Sandrine Poinsot) : Var
- Triplette 2025 (avec Anna Maillard et Sandrine Poinsot) : Var

#### Mondial La Marseillaise
Vainqueur
- 2019 (avec Daisy Frigara et Sandrine Herlem)
- 2025 (avec Sandrine Poinsot et Maëlle Bertrand)

#### Millau

##### Mondial à pétanque de Millau (2003-2015)
Vainqueur
- Doublette 2015 (avec Alison Rodriguez)

#### Passion Pétanque Française (PPF)
Vainqueur
- Triplette 2016
- Tir de précision 2016

Finaliste
- Triplette 2022 (avec Anna Maillard et Aurelia Blazquez Ruiz)[4]

#### EuroPétanque de Nice
Vainqueur
- Triplette 2015 (avec Audrey Bandiera et Alison Rodriguez)

#### Trophée L'équipe
Vainqueur
- Doublette 2019 (avec Charlotte Darodes)

Troisième
- Tête à Tête 2017

#### Autres titres
- Vainqueur d’une quinzaine de Nationaux depuis 2015 ;
- Saison régulière 2015 PPF: no 2 avec  68 points (5 victoires à Nice, Espalion, Le-Puy-en-Velay, Gap, Bourg-Saint-Andéol) ;